# Oleria dolabella
Oleria dolabella är en fjärilsart som beskrevs av William Chapman Hewitson 1875. Oleria dolabella ingår i släktet Oleria och familjen praktfjärilar. Inga underarter finns listade i Catalogue of Life.